# 영주 근대역사문화거리
영주 근대역사문화거리(榮州 近代歷史文化거리)는 대한민국 경상북도 영주시 영주동에 있는, 영주의 근대생활사를 보여주는 역사문화공간이다. 2018년 8월 6일 대한민국의 국가등록문화재 제720호로 지정되었다.

## 개요
｢영주 근대역사문화거리｣는 철도역사와 그 배후에 형성된 철도관사, 정미소, 이발관, 근대한옥, 교회 등 지역의 근대생활사 요소를 간직한 건축물이 집적되어 있는 관사골에서 광복로 일대의 거리로서, 영주의 근대생활사를 보여주는 역사문화공간으로서 보존과 활용 가치가 높은 곳으로 평가된다.

## 목록
- 제720-1호 : 구 영주역 5호 관사
- 제720-2호 : 구 영주역 7호 관사
- 제720-3호 : 영주 영주동 근대한옥
- 제720-4호 : 영주 영광이발관
- 제720-5호 : 영주 풍국정미소
- 제720-6호 : 영주제일교회

## 참고 자료
- 영주 근대역사문화거리 - 국가유산청 국가유산포털